# MAGIX
MAGIX 社は、ドイツに本社を置く、ソフトウェアメーカー。音楽制作ツール、ビデオ制作ツールなどを手がけている。2016年5月、Acidや Vegas等のSony Creative Softwareが所有する大半のソフトウェアを買収し、自社の製品ラインナップに加えた。日本国内でのソフトウェアの販売・サポートをソースネクストに委託する。　

## 製品

### 音楽部門
- Music Maker
- Samplitude Music Studio
- Sequoia
- ACID
- Sound Forge

### 映像部門
- Movie Edit Pro
- Video Pro X
- Vegas